# Othreis princeps
Othreis princeps är en fjärilsart som beskrevs av Achille Guenée 1852. Othreis princeps ingår i släktet Othreis och familjen nattflyn. Inga underarter finns listade i Catalogue of Life.